# Eurocoelotes karlinskii
Eurocoelotes karlinskii är en spindelart som först beskrevs av Kulczynski 1906.  Eurocoelotes karlinskii ingår i släktet Eurocoelotes och familjen mörkerspindlar. Inga underarter finns listade i Catalogue of Life.